# 500 Milhas de Indianápolis de 2022
A 106ª edição das 500 Milhas de Indianápolis (creditada oficialmente como "106th Running of the Indianapolis 500 presented by Gainbridge") foi a sexta etapa do calendário de corridas da temporada de 2022 da IndyCar Series, disputada no dia 29 de maio no Indianapolis Motor Speedway, localizado na cidade de Speedway, em Indiana. O hino nacional norte-americano foi interpretado pelo cantor e ator Jordan Fisher, enquanto "Back Home Again In Indiana" ficou novamente por conta do tenor Jim Cornelison. Pela terceira vez consecutiva, a ordem de largada foi dada por Roger Penske. O pace-car foi um Chevrolet Corvette C8, pilotado por Sarah Fisher.
O vencedor foi o sueco Marcus Ericsson (Chip Ganassi Racing), que largou na quarta posição. A vitória de Ericsson encerrou 3 sequências: um piloto da Suécia não vencia a prova desde 1999, quando Kenny Bräck cruzou a linha de chegada; a Ganassi não conquistava as 500 Milhas desde 2012 (com Dario Franchitti), e um piloto inscrito com o #8 não chegava em primeiro desde Pat Flaherty, na edição de 1956 (na época, as 500 Milhas faziam parte do calendário da Fórmula 1).
Scott Dixon, pole-position e considerado um dos favoritos à vitória, liderou o maior número de voltas (95, recorde na história da prova), mas teve que pagar uma punição por excesso de velocidade nos boxes e cruzou em 21º lugar. A Ganassi teve ainda Tony Kanaan, inscrito apenas para a Indy 500, chegando em 3º, atrás de Patricio O'Ward (Arrow McLaren SP). Hélio Castroneves, vencedor da edição de 2021 e que tentava sua quinta vitória na prova (o que faria ultrapassar Al Unser, Rick Mears e A. J. Foyt, empatados com o piloto brasileiro como os maiores vencedores), cruzou a linha na sétima posição depois de ter largado em 27º.
Entre os novatos, David Malukas (Dale Coyne Racing com HMD Motorsports) teve o melhor desempenho, obtendo a décima-sexta posição.

## Pilotos inscritos
Além dos 25 pilotos que disputarão a temporada completa, inscreveram-se para a corrida outros 3 pilotos que participarão apenas das 500 Milhas (Marco Andretti,Tony Kanaan e Sage Karam) e 4 que competirão em outras corridas (J. R. Hildebrand, Juan Pablo Montoya, Ed Carpenter e Santino Ferrucci). 7 pilotos farão sua estreia na prova: Kyle Kirkwood (A. J. Foyt Enterprises), David Malukas (Dale Coyne Racing com HMD Motorsports), Romain Grosjean, Devlin DeFrancesco (ambos da Andretti Autosport), Jimmie Johnson (Chip Ganassi Racing), Callum Ilott (Juncos Hollinger Racing) e Christian Lundgaard (Rahal Letterman Lanigan Racing).
As equipes Paretta Autosport (que participou da prova de 2021 com Simona de Silvestro) e Top Gun Racing (que não conseguiu vaga no grid com RC Enerson) não fizeram inscrição para a corrida, enquanto a DragonSpeed fechou uma parceria com a Cusick Motorsports, tendo como piloto o britânico Stefan Wilson.

## Treino classificatório
| Pos.            | No.      | Piloto                | Equipe                                                                | Motor     | Vel.      | Vel.      |
| Fast Six        | Fast Six | Fast Six              | Fast Six                                                              | Fast Six  | Fast Six  | Fast Six  |
| --------------- | -------- | --------------------- | --------------------------------------------------------------------- | --------- | --------- | --------- |
| 1               | 9        | Scott Dixon W         | Chip Ganassi Racing                                                   | Honda     | 233,510   | 375,798   |
| 2               | 21       | Rinus VeeKay          | Ed Carpenter Racing                                                   | Chevrolet | 233,429   | 375,668   |
| 3               | 10       | Álex Palou            | Chip Ganassi Racing                                                   | Honda     | 233,347   | 375,536   |
| 4               | 8        | Marcus Ericsson       | Chip Ganassi Racing                                                   | Honda     | 233,166   | 375,244   |
| 5               | 33       | Ed Carpenter          | Ed Carpenter Racing                                                   | Chevrolet | 233,073   | 375,095   |
| 6               | 1        | Tony Kanaan W         | Chip Ganassi Racing                                                   | Honda     | 233,022   | 375,013   |
| Posições 7–12   |          |                       |                                                                       |           |           |           |
| 7               | 5        | Patricio O'Ward       | Arrow McLaren SP                                                      | Chevrolet | 232,705   | 374,502   |
| 8               | 7        | Felix Rosenqvist      | Arrow McLaren SP                                                      | Chevrolet | 232,182   | 373,661   |
| 9               | 28       | Romain Grosjean R     | Andretti Autosport                                                    | Honda     | 231,999   | 373,366   |
| 10              | 51       | Takuma Sato W         | Dale Coyne Racing w/ Rick Ware Racing                                 | Honda     | 231,670   | 372,837   |
| 11              | 12       | Will Power W          | Team Penske                                                           | Chevrolet | 231,534   | 372,618   |
| 12              | 48       | Jimmie Johnson R      | Chip Ganassi Racing                                                   | Honda     | 231,264   | 372,183   |
| Posições 13–33  |          |                       |                                                                       |           |           |           |
| 13              | 18       | David Malukas R       | Dale Coyne Racing w/ HMD Motorsports                                  | Honda     | 231,607   | 372,735   |
| 14              | 2        | Josef Newgarden       | Team Penske                                                           | Chevrolet | 231,580   | 372,692   |
| 15              | 23       | Santino Ferrucci      | Dreyer & Reinbold Racing                                              | Chevrolet | 231,508   | 372,576   |
| 16              | 60       | Simon Pagenaud W      | Meyer Shank Racing                                                    | Honda     | 231,275   | 372,201   |
| 17              | 11       | J. R. Hildebrand      | A. J. Foyt Enterprises                                                | Chevrolet | 231,112   | 371,939   |
| 18              | 20       | Conor Daly            | Ed Carpenter Racing                                                   | Chevrolet | 230,999   | 371,757   |
| 19              | 77       | Callum Ilott R        | Juncos Hollinger Racing                                               | Chevrolet | 230,961   | 371,696   |
| 20              | 27       | Alexander Rossi W     | Andretti Autosport                                                    | Honda     | 230,812   | 371,456   |
| 21              | 15       | Graham Rahal          | Rahal Letterman Lanigan Racing                                        | Honda     | 230,766   | 371,382   |
| 22              | 24       | Sage Karam            | Dreyer & Reinbold Racing                                              | Chevrolet | 230,464   | 370,896   |
| 23              | 98       | Marco Andretti        | Andretti Herta Haupert Autosport w/ Marco Andretti and Curb-Agajanian | Honda     | 230,345   | 370,704   |
| 24              | 29       | Devlin DeFrancesco R  | Andretti Steinbrenner Autosport                                       | Honda     | 230,326   | 370,674   |
| 25              | 26       | Colton Herta          | Andretti Autosport                                                    | Honda     | 230,235   | 370,527   |
| 26              | 3        | Scott McLaughlin      | Team Penske                                                           | Chevrolet | 230,154   | 370,397   |
| 27              | 06       | Hélio Castroneves W   | Meyer Shank Racing                                                    | Honda     | 229,630   | 369,554   |
| 28              | 14       | Kyle Kirkwood R       | A. J. Foyt Enterprises                                                | Chevrolet | 229,406   | 369,193   |
| 29              | 4        | Dalton Kellett        | A. J. Foyt Enterprises                                                | Chevrolet | 228,916   | 368,405   |
| 30              | 6        | Juan Pablo Montoya W  | Arrow McLaren SP                                                      | Chevrolet | 228,622   | 367,931   |
| 31              | 30       | Christian Lundgaard R | Rahal Letterman Lanigan Racing                                        | Honda     | 227,053   | 365,406   |
| 32              | 45       | Jack Harvey           | Rahal Letterman Lanigan Racing                                        | Honda     | 226,851   | 365,081   |
| 33              | 25       | Stefan Wilson         | DragonSpeed / Cusick Motorsports                                      | Chevrolet | Sem tempo | Sem tempo |
| OFFICIAL REPORT |          |                       |                                                                       |           |           |           |

## Resultado oficial
| Pos.            | Nº | Piloto                | Equipe                                                                | Motor             | Voltas Completadas | Tempo/Abandono    | Pit Stops | Classificação | Voltas Lideradas | Pontos |
| --------------- | -- | --------------------- | --------------------------------------------------------------------- | ----------------- | ------------------ | ----------------- | --------- | ------------- | ---------------- | ------ |
| 1               | 8  | Marcus Ericsson       | Chip Ganassi Racing                                                   | Honda             | 200                | 2:51.00.6432      | 5         | 5             | 13               | 109    |
| 2               | 5  | Patricio O'Ward       | Arrow McLaren SP                                                      | Chevrolet Indy V6 | 200                | +1.7929           | 5         | 7             | 26               | 87     |
| 3               | 1  | Tony Kanaan W         | Chip Ganassi Racing                                                   | Honda             | 200                | +3.5173           | 5         | 6             | 6                | 78     |
| 4               | 7  | Felix Rosenqvist      | Arrow McLaren SP                                                      | Chevrolet Indy V6 | 200                | +4.1267           | 5         | 8             |                  | 69     |
| 5               | 27 | Alexander Rossi W     | Andretti Autosport                                                    | Honda             | 200                | +4.9804           | 5         | 20            |                  | 60     |
| 6               | 20 | Conor Daly            | Ed Carpenter Racing                                                   | Chevrolet Indy V6 | 200                | +5.0799           | 5         | 18            | 7                | 57     |
| 7               | 06 | Hélio Castroneves W   | Meyer Shank Racing                                                    | Honda             | 200                | +6.5614           | 5         | 27            |                  | 52     |
| 8               | 60 | Simon Pagenaud W      | Meyer Shank Racing                                                    | Honda             | 200                | +7.0937           | 5         | 16            |                  | 48     |
| 9               | 10 | Álex Palou            | Chip Ganassi Racing                                                   | Honda             | 200                | +8.2446           | 7         | 2             | 47               | 56     |
| 10              | 23 | Santino Ferrucci      | Dreyer & Reinbold Racing                                              | Chevrolet Indy V6 | 200                | +9.8329           | 5         | 15            |                  | 40     |
| 11              | 6  | Juan Pablo Montoya W  | Arrow McLaren SP                                                      | Chevrolet Indy V6 | 200                | +10.7647          | 5         | 30            |                  | 38     |
| 12              | 11 | J. R. Hildebrand      | A. J. Foyt Enterprises                                                | Chevrolet Indy V6 | 200                | +11.6554          | 6         | 17            |                  | 36     |
| 13              | 2  | Josef Newgarden       | Team Penske                                                           | Chevrolet Indy V6 | 200                | +11.8276          | 6         | 14            |                  | 34     |
| 14              | 15 | Graham Rahal          | Rahal Letterman Lanigan Racing                                        | Honda             | 200                | +12.4253          | 5         | 21            |                  | 32     |
| 15              | 12 | Will Power W          | Team Penske                                                           | Chevrolet Indy V6 | 200                | +13.3036          | 6         | 11            |                  | 32     |
| 16              | 18 | David Malukas R       | Dale Coyne Racing w/ HMD Motorsports                                  | Honda             | 200                | +13.6283          | 5         | 13            |                  | 28     |
| 17              | 14 | Kyle Kirkwood R       | A. J. Foyt Enterprises                                                | Chevrolet Indy V6 | 200                | +14.5864          | 6         | 28            |                  | 26     |
| 18              | 30 | Christian Lundgaard R | Rahal Letterman Lanigan Racing                                        | Honda             | 200                | +16.3308          | 6         | 31            |                  | 24     |
| 19              | 33 | Ed Carpenter          | Ed Carpenter Racing                                                   | Chevrolet Indy V6 | 200                | +16.5602          | 5         | 4             |                  | 31     |
| 20              | 29 | Devlin DeFrancesco R  | Andretti Steinbrenner Autosport                                       | Honda             | 200                | +16.8218          | 5         | 24            |                  | 20     |
| 21              | 9  | Scott Dixon W         | Chip Ganassi Racing                                                   | Honda             | 200                | +18.1238          | 5         | 1             | 95               | 33     |
| 22              | 98 | Marco Andretti        | Andretti Herta Haupert Autosport w/ Marco Andretti and Curb-Agajanian | Honda             | 200                | +25.2002          | 7         | 23            | 3                | 17     |
| 23              | 24 | Sage Karam            | Dreyer & Reinbold Racing                                              | Chevrolet Indy V6 | 199                | Batida            | 5         | 22            |                  | 14     |
| 24              | 45 | Jack Harvey           | Rahal Letterman Lanigan Racing                                        | Honda             | 199                | +1 volta          | 8         | 32            |                  | 12     |
| 25              | 51 | Takuma Sato W         | Dale Coyne Racing w/ Rick Ware Racing                                 | Honda             | 199                | +1 volta          | 6         | 10            |                  | 13     |
| 26              | 25 | Stefan Wilson         | DragonSpeed/Cusick Motorsports                                        | Chevrolet Indy V6 | 198                | +2 voltas         | 7         | 33            |                  | 10     |
| 27              | 4  | Dalton Kellett        | A. J. Foyt Enterprises                                                | Chevrolet Indy V6 | 198                | +2 voltas         | 7         | 29            |                  | 10     |
| 28              | 48 | Jimmie Johnson R      | Chip Ganassi Racing                                                   | Honda             | 193                | Batida            | 7         | 12            | 2                | 12     |
| 29              | 3  | Scott McLaughlin      | Team Penske                                                           | Chevrolet Indy V6 | 150                | Batida            | 4         | 26            |                  | 10     |
| 30              | 26 | Colton Herta          | Andretti Autosport                                                    | Honda             | 129                | Problema mecânico | 6         | 25            |                  | 10     |
| 31              | 28 | Romain Grosjean R     | Andretti Autosport                                                    | Honda             | 105                | Batida            | 2         | 9             |                  | 14     |
| 32              | 77 | Callum Ilott R        | Juncos Hollinger Racing                                               | Chevrolet Indy V6 | 68                 | Batida            | 1         | 19            |                  | 10     |
| 33              | 21 | Rinus VeeKay          | Ed Carpenter Racing                                                   | Chevrolet Indy V6 | 38                 | Batida            | 1         | 3             | 1                | 21     |
| OFFICIAL REPORT |    |                       |                                                                       |                   |                    |                   |           |               |                  |        |